# Унковський Григорій Якович
Григорій Якович Унковський (*XVII — †XVII ст.) — московитський боярин, дипломат, посол Московії в Гетьманщині.

## Життєпис
Походив із дворян. У березні 1649 очолив перше московитське посольство в Україні. Виїхав разом з українським послом Силуяном Мужиловським 16 березня 1649 із Москви. Провів 17-22 квітня в Чигирині переговори з Богданом Хмельницьким, виклавши позицію московитського уряду, згідно з якою він був не готовий погодитися на військовий союз з Україною, бо не міг порушити Поляновський мирний договір 1634 з Річчю Посполитою.
На переговорах було розглянуто умови безмитної торгівлі між українськими та московитськими купцями.
Після закінчення переговорів повернувся до Москви разом з українським послом полковником Федором Вешняком.

## Твори
Автор «Статейний список про поїздку в Україну».